# 贝西
贝西（法語：Bessy，法語發音：[bɛsi]）是法国奥布省的一个市镇，属于塞纳河畔诺让区。

## 地理
贝西（48°32'50"N, 4°1'23"E）面积7.03 平方千米，位于法国大東部大區奥布省，该省份为法国中北部省份，北起马恩省，西接塞纳-马恩省，西南至约讷省，东南至科多尔省，东临上马恩省。
与贝西接壤的市镇（或旧市镇、城区）包括：普朗西拉拜、普昂莱瓦莱、普雷米耶尔费、雷日、小维亚普尔。

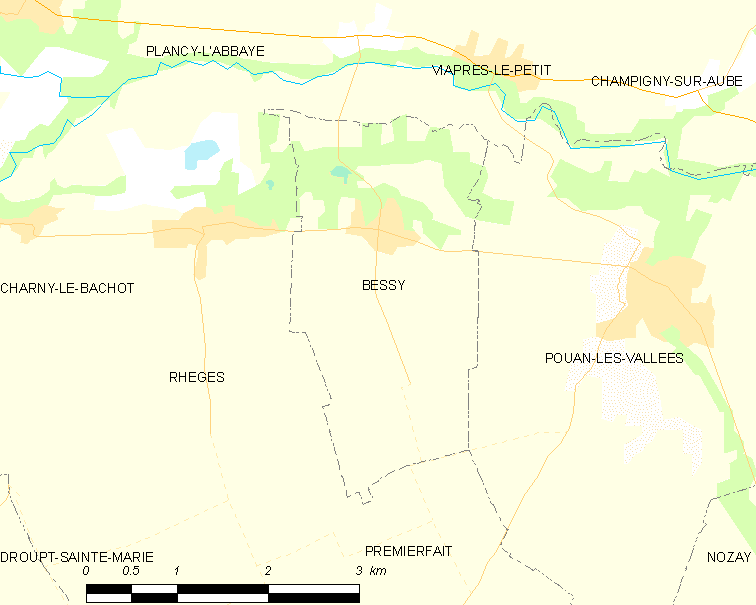
贝西的OSM定位图

贝西的时区为UTC+01:00、UTC+02:00（夏令时）。

## 行政
贝西的邮政编码为10170，INSEE市镇编码为10043。

## 政治
贝西所属的省级选区为特鲁瓦附近克勒内县。

## 人口

1962-2008年间贝西人口变化图示

贝西于2022年1月1日时的人口数量为114人。